# Viliam Lehotský
Viliam Lehotský (též známý jako Lehoczky) (25. leden 1847, Bystrička – 20. duben 1897, Martin) byl uherský veřejný činitel a právník.
Studoval na gymnáziu v Banské Bystrici, Rimavské Sobotě, Banské Štiavnici, Pápě a na akademii práva v Bratislavě. Od roku 1872 zastával práci notáře, později v Martině. Byl představitelem maďarské šlechty. Vstoupil do vládní Liberální strany, od roku 1893 byl pak poslancem uherského sněmu za volební okres Sučany.